# Tronzano Vercellese
Tronzano Vercellese – miejscowość i gmina we Włoszech, w regionie Piemont, w prowincji Vercelli.
Według danych na rok 2004 gminę zamieszkiwało 3519 osób, 80 os./km².